# Auga (Pyrénées-Atlantiques)
Auga ist eine französische Gemeinde mit 185 Einwohnern (Stand 1. Januar 2022) im Département Pyrénées-Atlantiques in der Region Nouvelle-Aquitaine (vor 2016: Aquitanien). Die Gemeinde gehört zum Arrondissement Pau und zum Kanton Terres des Luys et Coteaux du Vic-Bilh (bis 2015: Kanton Thèze).
Der Name in der gascognischen Sprache lautet Augar.

## Geographie
Auga liegt ca. 25 km nördlich von Pau in der Region Vic-Bilh des Béarns.
Umgeben wird der Ort von den Nachbargemeinden:
|      | Méracq Lème                                 |       |
| Séby | Kompassrose, die auf Nachbargemeinden zeigt | Thèze |
|      | Viven                                       |       |

Auga liegt im Einzugsgebiet des Adours und wird durchquert von einem seiner Nebenflüsse, dem Luy.

## Geschichte
Das kleine Dorf liegt an einer strategisch günstigen Stelle auf einer Anhöhe. Im Jahre 1085 wird erwähnt, dass Auriol Centulle, dritter Sohn von Centulle IV., Vizegraf von Béarn, das Dorf besitzt. Ein Bestandsverzeichnis der Französischen Revolution belegt seine Burg auf einem aufgeschütteten Erdhügel, von der heute nur noch einige Blöcke des Mauerwerks existieren.
Paul Raymond, Archivar und Historiker des 19. Jahrhunderts, notierte die erstmalige Erwähnung von Auga im 11. Jahrhundert unter dem Namen Algar im Kopialbuch der Abtei Saint-Jean de Sorde laut Pierre de Marcas Buch Histoire de Béarn. Im 13. Jahrhundert wurde Augar in den fors de Béarn aufgeführt, einer Sammlung von amtlichen Texten der Vizegrafschaft von Béarn. Im Jahre 1385 wurden bei einer Volkszählung in Augar 22 Haushalte gezählt und vermerkt, dass das Dorf in der Bailliage von Pau liegt. Weitere Erwähnungen des Ortsnamens waren Augaa (1437), Augua (1544), Anga auf der Carte de Cassini 1750. 1549 wurden nur noch 10 Haushalte bei dem Ort gezählt. Trotz der kleinen Größe gab es zwei Laienklöster in Abhängigkeit des Vizegrafen von Béarn. Die Abtei Sussa, genannt Abescat, gehörte einem Abt und Jussa, genannt Laba, gehörte einem Lehnsherrn.

### Einwohnerentwicklung
Nach dem Höhepunkt von 344 Einwohnern in den 1830er Jahren ist die Zahl bis in die 1920er Jahre um mehr als die Hälfte gesunken. Seitdem schwankt sie leicht im Bereich von ungefähr 110 bis 150.
| Jahr      | 1962 | 1968 | 1975 | 1982 | 1990 | 1999 | 2006 | 2009 | 2022 |
| --------- | ---- | ---- | ---- | ---- | ---- | ---- | ---- | ---- | ---- |
| Einwohner | 140  | 138  | 114  | 121  | 136  | 113  | 140  | 145  | 185  |

## Sehenswürdigkeiten

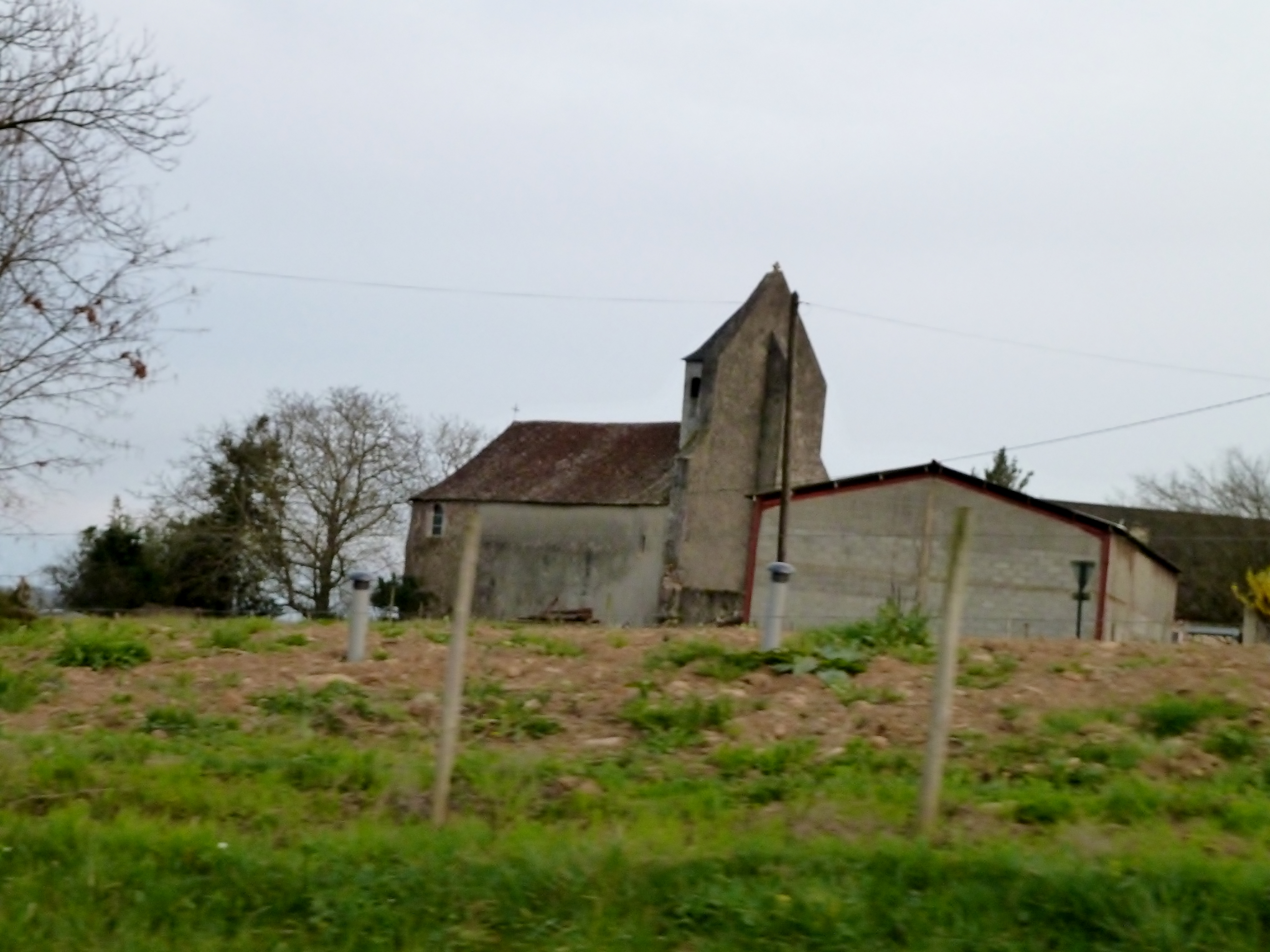
Ortskirche Saint-Laurent

- Pfarrkirche von Auga, gewidmet Laurentius von Rom. Die kleine, im romanischen Stil erbaute Kirche stammt wahrscheinlich aus dem 12. Jahrhundert. Sie wurde mehrfach restauriert, insbesondere im 18. und 19. Jahrhundert. Der Glockengiebel ist typisch für Kirchen im Béarn. Das Kircheninnere ist in einem Haupt- und einem Seitenschiff eingeteilt und zeigt Glasfenster, die von der in der Region bekannten Glasmalerei Mauméjean stammen. Die Kirche enthält viele weitere sehenswerte Objekte, die als nationale Kulturgüter registriert sind.[8]

- Haus L’Abescat. Das Haus war das Wohnhaus des Laienklosters, das einem Abt gehörte. Das heutige Gebäude stammt aus dem 19. Jahrhundert nach einem Wiederaufbau. Zwischen 1930 und 1945 bewohnte Étienne Balsan das Haus, ein Industrieller, der am Anfang des 20. Jahrhunderts mit Coco Chanel liiert war.[9]

- Überreste der Burg. Die Burg wurde wahrscheinlich im 11. und 12. Jahrhundert auf einem aufgeschütteten Erdhügel errichtet, seit der Volkszählung im Jahre 1385 amtlich erwähnt. Sie war in der Folge Sitz des Lehnsherrn von Auga und 1750 auf der Carte de Cassini geführt. Seit 1858 zerfallen, sind nur noch einige Mauerblöcke zu sehen.[10][5]

- Mühle. Erbaut 1707, wie eine Inschrift über dem Türsturz belegt. Sie ist auf der Carte de Cassini eingezeichnet.[11][5]

## Wirtschaft und Infrastruktur
Die Wirtschaft wird im Wesentlichen von der Landwirtschaft bestimmt.

### Verkehr
Auga wird durchquert von den Route départementales 40 und 220 und ist über eine Linie des Busnetzes Transports 64 mit Pau und damit anderen Gemeinden des Départements verbunden.

## Persönlichkeiten
- Étienne Balsan (1878–1953), war mit Coco Chanel liiert und förderte ihre Karriere. Er lebte von 1930 bis 1945 im Haus L’Abescat in Auga.[9]